# Oberliga Nord 1954/55
In 1954/55 werd het achtste kampioenschap gespeeld van de Oberliga Nord, een van de vijf hoogste klassen in het West-Duitse voetbal. Hamburger SV werd kampioen en TuS Bremerhaven 93 vicekampioen. Beide clubs plaatsten zich voor de eindronde om de Duitse landstitel en werden tweede in hun groep.

## Eindstand
| Plaats | Club                   | Wed. | W  | G  | V  | Saldo  | Ptn. |
| ------ | ---------------------- | ---- | -- | -- | -- | ------ | ---- |
| 1.     | Hamburger SV           | 30   | 23 | 1  | 6  | 108:41 | 47   |
| 2.     | TuS Bremerhaven 93     | 30   | 17 | 7  | 6  | 56:38  | 41   |
| 3.     | Werder Bremen          | 30   | 15 | 8  | 7  | 68:46  | 38   |
| 4.     | Altonaer FC 1893       | 30   | 15 | 8  | 7  | 73:51  | 38   |
| 5.     | Hannover 96            | 30   | 14 | 6  | 10 | 52:41  | 34   |
| 6.     | Eintracht Braunschweig | 30   | 15 | 3  | 12 | 58:56  | 33   |
| 7.     | FC St. Pauli           | 30   | 10 | 11 | 9  | 45:41  | 31   |
| 8.     | Eimsbütteler TV        | 30   | 9  | 10 | 11 | 51:60  | 28   |
| 9.     | VfL Osnabrück          | 30   | 9  | 9  | 12 | 58:55  | 27   |
| 10.    | Holstein Kiel          | 30   | 8  | 11 | 11 | 52:64  | 27   |
| 11.    | VfB Oldenburg          | 30   | 9  | 7  | 14 | 33:56  | 25   |
| 12.    | SV Arminia Hannover    | 30   | 9  | 6  | 15 | 50:60  | 24   |
| 13.    | 1. SC Göttingen 05     | 30   | 6  | 12 | 12 | 35:49  | 24   |
| 14.    | VfL Wolfsburg          | 30   | 7  | 10 | 13 | 34:53  | 24   |
| 15.    | Bremer SV              | 30   | 9  | 5  | 16 | 35:56  | 23   |
| 16.    | Harburger TB 1865      | 30   | 3  | 10 | 17 | 35:76  | 16   |

|  | Kampioen, geplaatst voor nationale eindronde |
|  | Geplaatst voor nationale eindronde           |
|  | Degradatie                                   |

## Promotie-eindronde

### Groep A
| Plaats | Club                 | Wed. | Wa | G | V | Saldo | Ptn. |
| ------ | -------------------- | ---- | -- | - | - | ----- | ---- |
| 1.     | Eintracht Nordhorn   | 6    | 5  | 0 | 1 | 11:09 | 10   |
| 2.     | SC Concordia Hamburg | 6    | 3  | 1 | 2 | 13:09 | 7    |
| 3.     | TSV Havelse          | 6    | 2  | 1 | 3 | 09:11 | 5    |
| 4.     | VfB Lübeck           | 6    | 1  | 0 | 5 | 06:10 | 2    |

|  | Promotie naar Oberliga Nord 1955/56 |

VfB Lübeck zette in de 2-0 zege tegen Eintracht Nordhorn en de 1-0 tegen TSV Havelse telkens een niet-speelgerechtigde speler op. De wedstrijden moesten herspeeld worden maar Lübeck verzaakte hieraan omdat de promotie toch al verloren was, de wedstrijden werden als een 0-0 verlies aangerekend. 

### Groep B
| Plaats | Club                | Wed. | Wa | G | V | Saldo | Ptn. |
| ------ | ------------------- | ---- | -- | - | - | ----- | ---- |
| 1.     | VfR Neumünster      | 6    | 1  | 5 | 0 | 08:06 | 7    |
| 2.     | VfV Hildesheim      | 6    | 1  | 5 | 0 | 10:06 | 7    |
| 3.     | SC Victoria Hamburg | 6    | 1  | 4 | 1 | 12:09 | 6    |
| 4.     | ATSV Bremen 1860    | 6    | 0  | 4 | 2 | 09:18 | 4    |

|  | Play off voor promotie naar Oberliga Nord 1955/56 |

|              |                |       |                |                   |
| 17 juni 1955 | VfV Hildesheim | 0 - 2 | VfR Neumünster | Hoheluft, Hamburg |
| 17 juni 1955 |                |       |                | Hoheluft, Hamburg |